# Elios Manzi
Elios Manzi, (* 28. března 1996 v Messině, Itálie) je italský zápasník – judista.

## Sportovní kariéra
S judem začínal ve Furci Siculo na Sicílii pod vedením Corrada Bongiorna. Později se přesunul do Říma, kde se připravuje pod vedením Massima Sulliho. Členem italské seniorské reprezentace je od roku 2016. V olympijském roce 2016 se mu povedl husarský kousek, když se s nulou bodů na začátku roku dokázal přímo kvalifikovat na olympijské hry v Riu. Svoji olympijskou premiéru však nezvládl, jeho první soupeř Jihokorejec Kim Won-čin byl lépe připravený.

## Výsledky
| Olympijské hry     |    | —   |    |     |   | úč. |  |  |  |  |  |  |  |  |  |  |  |  |  |  |  |  |  |
| Mistrovství Evropy | —  | —   | —  | —   | — | 3.  |  |  |  |  |  |  |  |  |  |  |  |  |  |  |  |  |  |
| MS juniorů         | —  | —   | —  | úč. | — | —   |  |  |  |  |  |  |  |  |  |  |  |  |  |  |  |  |  |
| MS dorostenců      | 2. |     | 2. |     |   |     |  |  |  |  |  |  |  |  |  |  |  |  |  |  |  |  |  |
| ME dorostenců      | 1. | úč. | 1. |     |   |     |  |  |  |  |  |  |  |  |  |  |  |  |  |  |  |  |  |